# 돌프리마켓
돌프리마켓(Doll free maket)은 인형전시 및 판매를 위주로 한 인형 관련 전시 행사이다. 구체관절 인형을 비롯하여 다양한 종류의 인형과 관련된 업체나 샵이 부스 딜러로 참가한다. 주로 서울과 부산에서 주기적으로 열리고 있으며 서울행사는 2002년, 부산행사는 2003년에 시작하였다. 2011년 1월에는 광주광역시에서 광주(光州) 돌프리마켓 행사가 개최되었다. 2017년 5월 6일-2017년 5월 7일에는 경기도에서 개최되었다.

## 개요
여러 가지 종류의 다양한 인형들을 한 곳에 전시 및 판매를 하고 있으며 인형매니아를 비롯한 일반인들을 대상으로 인형에 대한 새로운 인식을 강조하고 동시에 인형산업의 발전 등에도 기여를 하는 취지를 갖고 있다. 구체관절 인형, 관절인형, 블라이스, 육일돌, 오비츠, 솜인형 등 다양한 종류의 인형들과 관련된 업체들이나 샵들이 부스 딜러로 참가한다.

## 비고
행사에서는 방송사 및 언론사의 취재 및 촬영을 금지하고 있으며 인형 촬영의 경우 부스 담당자의 허락을 받아야 한다.

## 같이 보기
- 인형
- 구체관절 인형